# Apanteles cocotis
Apanteles cocotis är en stekelart som beskrevs av Wilkinson 1934. Apanteles cocotis ingår i släktet Apanteles och familjen bracksteklar. Inga underarter finns listade i Catalogue of Life.